# Donna Strickland
Donna Theo Strickland (født 27. maj 1959) er en canadisk optisk fysiker og lektor i fysik og astronomi på University of Waterloo. Hun har særligt forsket i pulslasere og modtog nobelprisen i fysik i 2018 sammen med Gérard Mourou og Arthur Ashkin for sit pionerarbejde inden for dette felt.